# Gyrinomimus parri
Gyrinomimus parri är en fiskart som beskrevs av Bigelow, 1961. Gyrinomimus parri ingår i släktet Gyrinomimus och familjen Cetomimidae. Inga underarter finns listade i Catalogue of Life.